# 高村忠也
高村 忠也（たかむら ただなり、1919年6月18日 - 1992年9月4日）は、日本の商学者。専門は海運論。神戸大学名誉教授。元日本海運経済学会副会長。

## 人物・経歴
島根県鹿足郡生まれ。1941年山口高等学校文科甲類卒業。1943年神戸商業大学（現神戸大学）卒業。野村寅三郎ゼミ出身。同年東亜海運入社。
指導教官野村に相談して退社し、1946年に神戸経済大学（現神戸大学）経営学専門部講師嘱託となる。野村が学生課の実質的責任者であったため、1947年には文部教官兼文部事務官に任官し、神戸経済大学学生課主事となった。1949年には野村の推薦で、海技専門学院（現海技大学校）教授に着任。
1951年長崎大学経済学部助手。同年同講師。1952年同助教授。1953年長崎県地方労働委員会委員。1959年神戸大学経営学部助教授。1962年商学博士の学位を取得。1964年神戸大学経営学部教授。1965年から1966年まで文部省在外研究員としてイギリス、ドイツ、アメリカ合衆国に留学した。
1968年大蔵省神戸税関審査委員。1969年運輸省港湾審議会委員。1971年神戸港港湾審議会委員。1976年神戸大学経営学部長・大学院経営学研究科長。1979年大学基準協会基準委員。1983年定年退官、神戸大学名誉教授、摂南大学経営情報学部教授。日本海運経済学会副会長なども務めた。1992年従三位勲三等旭日中綬章追贈。

## 著書
- 『契約運賃制論 : 海運同盟の一研究』春秋社 1957年
- 『アメリカ自国貨自国船主義の構造 : 貨物優先積取制を中心として』春秋社 1961年
- 『陸海空協同一貫輸送 : その特性と実際』成山堂書店 1993年